# آمارنا میلر
آمارنا میلر (متولد ۲۹ اکتبر ۱۹۹۰) یوتیوبر و بازیگر، تهیه‌کننده، کارگردان و نویسنده سابق فیلم‌های پورنو است. نام واقعی او مارینا است.
او در رشته هنرهای زیبا از دانشگاه اروپایی مادرید فارغ‌التحصیل شد.
او دوجنس‌گرا و چنددلبر است.

## فعالیت‌ها
میلر در ۱۹ سالگی فعالیت در صنعت فیلم پورنو را آغاز کرد. او در آن زمان روی شرکت فیلم‌سازی خود به نام اومنیا-ایکس کار می‌کرد.
براساس بانک اطلاعات اینترنتی فیلم بزرگسالان، او در بیش از ۱۰۰ فیلم ایفای نقش کرده‌است. او برای شرکت‌های تولیدکننده فیلم‌های پورنوای مانند گروه رسانه‌ای پرایوت، مارک دورسل و بنگ بروز کار کرده‌است.
اگرچه او رسماً از پورنوگرافی کناره‌گیری نکرد اما از اوایل سال ۲۰۱۷ میلادی به بعد دیگر در هیچ فیلمی ایفای نقش نکرده‌است.